# Стройновские
Стройно́вские (пол. Strojnowski) — дворянский род.
Род герба Стремя, происходящий из Краковской земли и восходящий к половине XVI в.
Валериан Венедиктович Стройновский (1759—1834), носивший титул графа, был сенатором.
- Стройновский, Иероним (Hieronim Stroynowski; 1752—1815) — польский правовед, экономист; ректор Главной виленской школы и Виленского университета; брат Валериана Стройновского.

Род Стройновских внесён в VI ч. родословных книг Волынской, Минской и Подольской губ.